# Scoarța (Fehér megye)
Scoarța románul: Scoarța, falu Romániában, Erdélyben, Fehér megyében.

## Fekvése
Biharia mellett fekvő település.

## Története
Scoarţa korábban Biharia része volt. 1956 körül vált külön településsé 127 lakossal.
1966-ban 88, 1977-ben 53, 1992-ben 28, a 2002-es népszámláláskor 19 román lakosa volt.